# Pierre Poujaud
Pierre Eléonore Poujaud est un homme politique français né le 8 juin 1728 à Nanclars (Charente) et mort à une date inconnue.

## Biographie
Administrateur des domaines et directeur de la régie, il est nommé conseiller de préfecture en 1800, puis devient député de la Charente de 1803 à 1807.

## Sources
- « Pierre Poujaud », dans Adolphe Robert et Gaston Cougny, Dictionnaire des parlementaires français, Edgar Bourloton, 1889-1891 [détail de l’édition]